# 低血容量性休克
低血容量性休克是因血容量減少而引起的休克。  血容量減少又是因严重脱水或失血造成的。 低血容量性休克發生時如果不及时治疗，会导致器官受损，進而造成多重器官衰竭。 低血容量性休克發生後要對病患止血以及快速輸血。 